# Isaac Rodríguez Avial
Isaac Rodríguez Avial (18?? - 23 de junio de 1923) fue un arquitecto español. Obtuvo el título de arquitecto el 30 de diciembre de 1871.
Se trata de un arquitecto de estilo modernista, se acerca a él mediante un eclecticismo creativo. Desarrolló una serie de viviendas en Madrid a comienzos del siglo XX. A menudo colaboraba con Eduardo Reynals y Toledo. Tenía su estudio en la calle de Preciados, 46.
Estuvo casado con Natividad Ortiz Romillo (fallecida el 12 de julio de 1909) y tuvieron cuatro hijos.
En el Eco Patronal de mayo de 1926, se afirma que «fué D. Isaac Rodríguez Avial, después de Marañón, el Arquitecto que más obras ha dirigido en Madrid.».